# Julián Simón Romanillos
Julián Simón Romanillos (Madrid, 21 de abril de 1929 - Miranda de Ebro, 22 de agosto de 2010) fue un político español, que desarrolló su labor política en Miranda de Ebro. Fue alcalde del Ayuntamiento de Miranda de Ebro por el PSOE.

## Biografía
Nació el 21 de abril de 1929 en Madrid. Durante muchos años dedicó su vida a la enseñanza, donde llegó a ser una figura muy destacada de la docencia en Miranda de Ebro. Julián Simón Romanillos estudió Bachillerato y Formación Profesional al tiempo que trabajada como operario en Bressel y Marconi, de Madrid. Más tarde se licenció en Ingeniería Mecánica y Eléctrica, y también llegó a ser catedrático del Instituto Técnico. Más tarde llevó su labor docente a León, donde ejerció de director, durante una década, de la emisora de radio que el Ministerio de Educación y Ciencia poseía en el Instituto de Villablino. Por último se trasladó a Miranda de Ebro como profesor de Bachillerato en el Instituto Fray Pedro de Urbina, centro del que fue jefe de estudios más adelante.
Su último acto político público fue el 6 de mayo de 2010, en la presentación de la sede local del Partido Socialista en Miranda de Ebro junto a Leire Pajín. Falleció el 22 de agosto de 2010 en Miranda de Ebro.
Su hijo fue el también político Julián Simón de la Torre.

## Trayectoria política
Su trayectoria política comenzó con su ingreso en el sindicato UGT en 1976. Un año después pasó al PSOE, cuando se creó la Agrupación Local de Miranda. Durante unos meses formó parte de la Secretaría de Prensa hasta que presidió la General desde 1978 y hasta 1999. Tras 21 años de mandato le sustituyó Fernando Campo Crespo.
Julián Simón Romanillos accedió a la Alcaldía tras las elecciones de 1983, avalado por una mayoría absoluta. En las de 1987 ocupó el sillón municipal con el apoyo del CDS y en las de 1991 volvió a recuperar la mayoría absoluta. Su primera etapa como alcalde se prolongó durante doce años, desde 1983 hasta 1995. A partir de ese momento pasó a la oposición municipal donde permaneció otros 7 años como portavoz socialista.
El 12 de febrero de 2002, PSOE, IU e Incide (un partido local) presentaron de manera conjunta una moción de censura para derrocar al entonces alcalde popular Pablo Nieva del sillón municipal. Romanillos volvió a asumir entonces el timón del Ayuntamiento y lo hizo durante 17 meses, cuando decidió dejar su vida política. Fernando Campo tomó el testigo y se proclamó alcalde en las elecciones de 2003, permaneciendo en el cargo hasta 2015.
Además de su trayectoria como alcalde, Simón Romanillos contó con los cargos de vicepresidente de la Federación Española de Municipios y Provincias y perteneció al Comité Regional y a la Ejecutiva Provincial del partido, además de ser miembro nato del Comité Provincial. Fue también candidato al Senado en las elecciones generales de 1982, 1986, 1990 y 1993.
Como alcalde, Julián Simón Romanillos fue el impulsor en 1987 de la eliminación del paso del ferrocarril por el centro de la ciudad, la construcción de la casa de Cultura y del hospital comarcal Santiago Apóstol. Durante su mandato se produjeron cambios urbanísticos como el impulso del sector PR-1 o la construcción de 1400 viviendas protegidas.